# Ancistria schuhi
Ancistria schuhi là một loài bọ cánh cứng trong họ Passandridae. Loài này được Burckhardt miêu tả khoa học năm 1996.